# TrekMovie.com
TrekMovie.com és un lloc web de notícies sobre la franquícia de mitjans Star Trek. Inclou notícies sobre llargmetratges, sèries de televisió i web, i altres fandoms relacionats amb Star Trek.

## Història

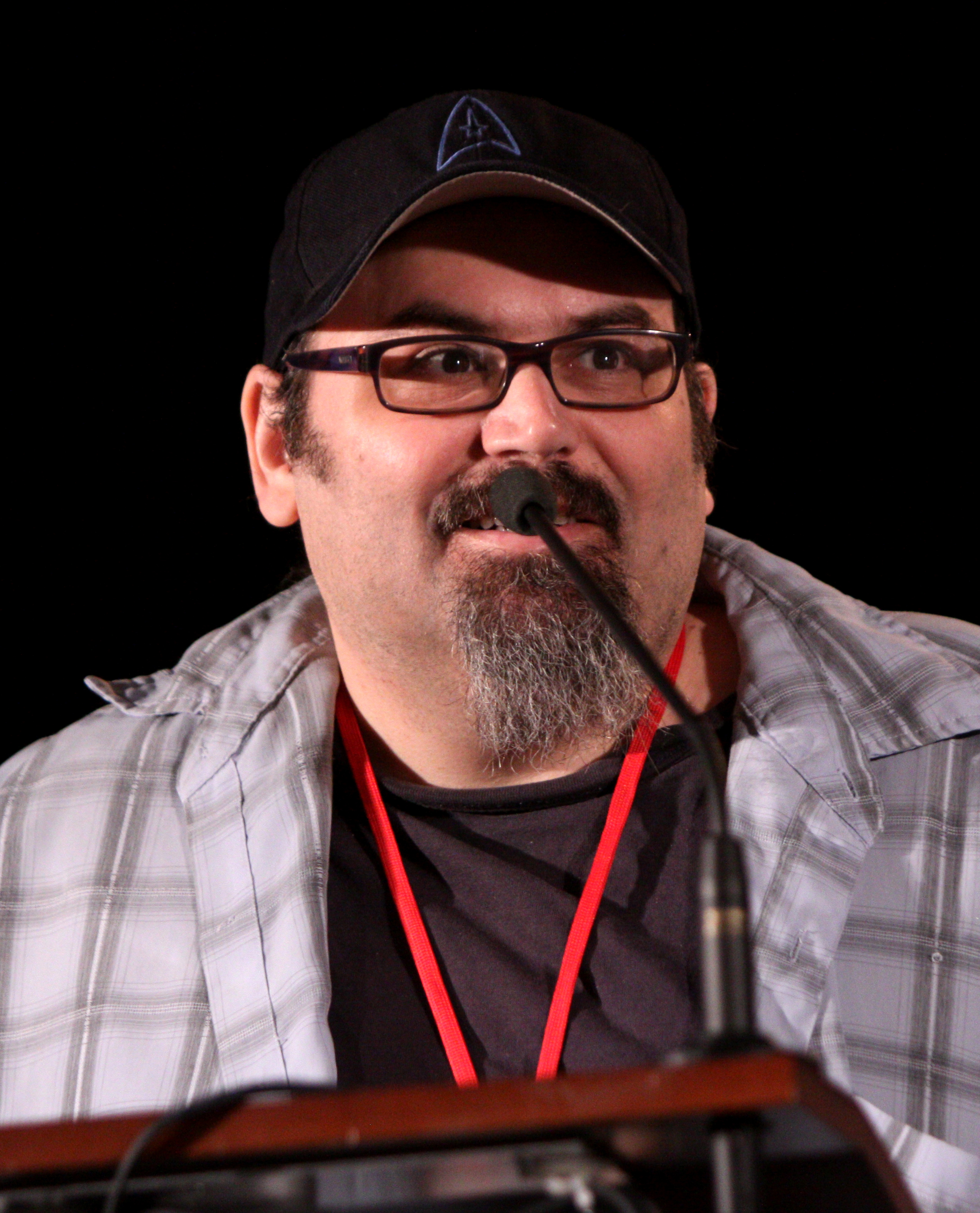
Anthony Pascale, fundador de TrekMovie.com.

El lloc va ser fundat pel fan de Trek Anthony Pascale com un lloc enfocat a aportar notícies i informació exactes i actualitzades sobre Star Trek. El lloc TrekMovie.com es va llançar com a The Trek XI Report el 15 de juliol de 2006, el mateix dia que es va anunciar que J. J. Abrams dirigiria per Paramount Pictures la nova Star Trek. L'agost de 2006 el lloc es va traslladar i va ser rebatejat com a TrekMovie.com. Va guanyar la reputació d'agafar notícies de Star Trek i ha estat citat com a font per llocs web com Slashdot, SciFiWire, Yahoo! Movies i altres. Pascale i el seu lloc també s'han citat a G4TV, a diverses cadenes de televisió locals i a The Wall Street Journal.
TrekMovie.com va continuar creixent a mesura que es van incorporar una sèrie d'editors i col·laboradors, experts respectats que cobreixen diferents àrees de la franquícia Star Trek. El lloc va ser el lloc de notícies de Star Trek més ben classificat el 2008.
El setembre de 2013, el lloc va ser una font de controvèrsia després del llançament de Star Trek Into Darkness. L'article d'opinions de l'escriptor convidat Joseph Dickerson "Is Star Trek Broken?" va opinar que Into Darkness s'havia allunyat massa dels temes que feien que Star Trek fos rellevant i popular. L'article va generar milers de comentaris, inclosa la dura reacció del coguionista de la pel·lícula Roberto Orci. Els comentaris d'Orci, que van criticar les reaccions negatives dels fans, van rebutjar l'edició d'opinions i, finalment, van suggerir que els detractors "es fotessin"- van ser coberts per diversos llocs de notícies. Més tard, Orci es va disculpar i va deixar breument de comentar a TrekMovie.